# دونالد إل. كامبل
دونالد إل. كامبل (بالإنجليزية: Donald L. Campbell) هو كيميائي أمريكي، ولد في 5 أغسطس 1904 في كلينتون في الولايات المتحدة، وتوفي في 14 سبتمبر 2002 في Brick Township, New Jersey ‏ في الولايات المتحدة.